# Johannes Pollmann
Johannes Pollmann ist ein deutscher Filmproduzent.
Johannes Pollmann lehrte als Dozent für Dramaturgie an der Filmuniversität Babelsberg, bevor er ab 2000 als Producer bei der Polyphon Film- und Fernsehgesellschaft unter anderem die Kinderserie Wie erziehe ich meine Eltern? und die Krimireihen Stubbe – Von Fall zu Fall und Sperling  betreute. Die Todesautomatik wurde 2008 für den deutschen Fernsehpreis nominiert. Von 2014 bis 2020 produzierte Pollmann für Studio Hamburg die Fernsehreihe Tatort Kiel. Seit 2022 betreut er die ZDF-Vorabendserie Hotel Mondial.

## Filmografie (Auswahl)
- 2003: Stubbe – Von Fall zu Fall: Opfer im Zwielicht
- 2006: Stubbe – Von Fall zu Fall: Verhängnisvolle Freundschaft
- 2007: Die Todesautomatik[6]
- 2007: Stubbe – Von Fall zu Fall: Schmutzige Geschäfte
- 2008: Stubbe – Von Fall zu Fall: Dritte Liebe
- 2009: Stubbe – Von Fall zu Fall: Im toten Winkel
- 2013: Stubbe – Von Fall zu Fall: Tödliche Bescherung
- 2014: Tatort: Borowski und der Himmel über Kiel
- 2015: Tatort: Borowski und die Kinder von Gaarden
- 2015: Tatort: Borowski und die Rückkehr des stillen Gastes
- 2016: Tatort: Borowski und das verlorene Mädchen
- 2017: Tatort: Borowski und das Fest des Nordens
- 2020: Lindenberg! Mach dein Ding
- 2020: Tatort: Borowski und der Fluch der weißen Möwe